# Athinà Manukian
Athinà Manukian (armeni: Աթենա Մանուկյան, grec: Αθηνά Μανουκιάν; Atenes, 22 de maig del 1994) és una cantant armènigrega. Va començar la seva carrera musical el 2007 amb la participació en una caça de talent grega. L'any següent va participar en la preselecció grega del Festival de la Cançó d'Eurovisió Júnior, on va acabar en setè lloc. El 2011 va sortir la seva primera cançó Party Like A Freak, que va ser un èxit a Grècia i per la qual va rebre un disc d'or. El 2020 va guanyar a la preselecció armènia del Festival de la Cançó d'Eurovisió i, en cas de no haver sigut cancel·lat per la pandèmia per coronavirus de 2019-2020, hauria representat el país caucàsic a la ciutat neerlandesa de Rotterdam, amb la cançó Chains on You.